# Parti de la liberté (Albanie)
Pour les articles homonymes, voir Parti de la liberté.
Le Parti de la liberté (en albanais : Partia e Lirisë, PL) — nommé Mouvement socialiste pour l'intégration (en albanais : Lëvizja Socialiste për Integrim, LSI) entre 2004 et 2022 — est un parti politique albanais de centre gauche, fondé en 2004 par Ilir Meta.

## Histoire
Le 25 juillet 2022, un jour après avoir quitté la présidence de la République, Ilir Meta est réélu président du parti et le Mouvement socialiste pour l'intégration décide de changer de nom pour devenir le Parti de la liberté.

## Présidents

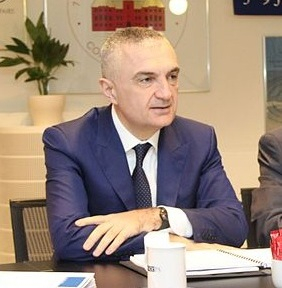
Ilir Meta (2004-2017)
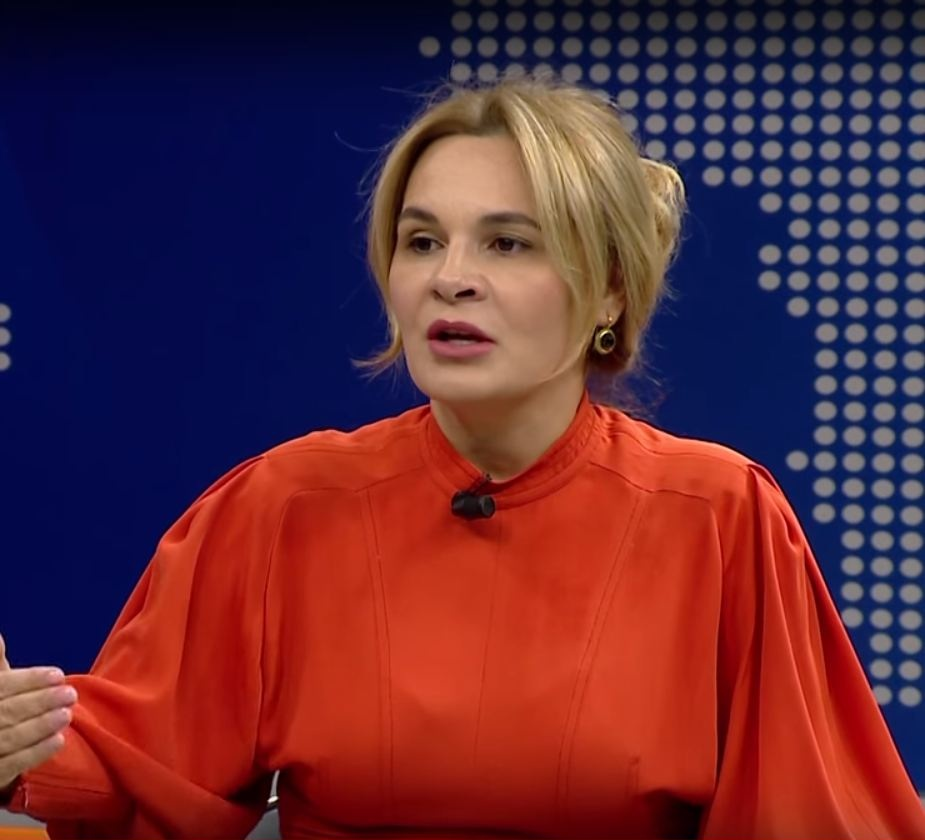
Monika Kryemadhi (2017-2022)
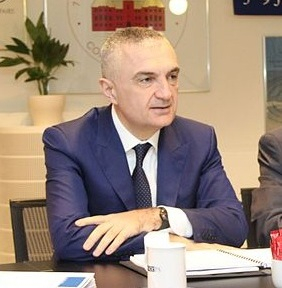
Ilir Meta (depuis 2022)

## Résultats électoraux
| Année | Voix    | %      | Sièges   | +/–    | Rang | Position   |
| ----- | ------- | ------ | -------- | ------ | ---- | ---------- |
| 2005  | 114 798 | 8,40%  | 5 / 140  | Stable | 5e   | Opposition |
| 2009  | 73 678  | 4,80%  | 4 / 140  | 1      | 3e   | Coalition  |
| 2013  | 180 470 | 10,46% | 16 / 140 | 12     | 3e   | Coalition  |
| 2017  | 225 975 | 14,28% | 19 / 140 | 3      | 3e   | Opposition |
| 2021  | 107 522 | 6,81%  | 4 / 140  | 15     | 3e   | Opposition |